# Южно-Африканская Республика (Трансвааль)
Южно-Африканская Республика (нидерл. Zuid-Afrikaansche Republiek, ZAR) — часто называемая Трансвааль, а иногда — и Республика Трансвааль, была независимым и международно признанным государством на юге Африки с 1852 по 1902 год. Это государство одержало победу над англичанами в вооружённом столкновении, которое часто называют первой Бурской войной, и оставалось независимым до конца второй Бурской войны 31 мая 1902 года, когда было вынуждено сдаться британцам. Территория Бурской Южно-Африканской Республики после этой войны стала называться Трансваальской колонией.
После начала Первой Мировой Войны 12 тысяч буров подняли восстание Марица, объявив о восстановлении Южно-Африканской Республики и присоединившись к Центральным державам. Восстание было подавлено в феврале 1915 года 32-тысячным колониальным контингентом, из которых двадцать тысяч были теми же бурами.
Земли, которые когда-то были ZAR, теперь включены, полностью или большей частью, в провинции Гаутенг, Лимпопо, Мпумаланга и Северо-Запад в северо-восточной части современной Южно-Африканской Республики.

## Ранняя история территории
На территории Трансвааля в течение тысяч лет жили аборигенные племена — бушменов и кой-кой. Около IV в. н. э. на территории будущего Трансвааля появляются носители языков банту: сото, свази, тсвана, педи, венда, ндебеле (расположенные к западу пустынные территории Карру и Калахари, непригодные для земледелия, их не интересовали). К началу XIX века, когда началась европейская колонизация территории, здесь уже были поселения, сравнимые по размерам с тогдашним Кейптауном, жители которых занимались сельским хозяйством, добывали полезные ископаемые и вели прямую и непрямую торговлю на больших расстояниях.
В 1817 году в этот регион вторгся зулусский вождь Мзиликази, который служил полководцем у правителя зулусов Чаки, но позже восстал против него и был вытеснен на запад. Заключив союз с проживавшими на территории Трансвааля ндебеле, он стал их вождем. Шедшие в этот период войны, вошедшие в историю как Мфекане, серьёзно ослабили племена сото и тсвана, что облегчило последующую европейскую колонизацию этих земель.
Ндебеле вытеснили остатки венда на север, и Мзиликази построил свой крааль в районе современной Претории, а в районе современного Зееруста основал военный пост Мосега, охранявший торговые пути. Завоевав Трансвааль, ндебеле покорили проживавшие здесь племена и установили систему военного деспотизма. Мзиликази господствовал в юго-западном Трансваале с 1827 по 1836 год.
До этого времени регион между реками Вааль и Лимпопо был практически неизвестен европейцам, в 1829 году вождя Мзиликази посетил Роберт Моффет, а вслед за ним его страну начали посещать европейские торговцы и исследователи.

## Колонизация
В 1830-х — 1840-х годах потомки голландских и прочих поселенцев, известные под общим названием «буры», начали покидать британскую Капскую колонию в процессе движения, вошедшего в историю как «Великий трек». Используя своё превосходство в военном деле они сравнительно легко побеждали местные племена и основывали свои небольшие республики на территориях, не находящихся под властью Великобритании.
В 1835—1838 годах бурские поселенцы начали пересекать реку Вааль, и имели ряд стычек с ндебеле. 16 октября 1836 года группа буров, которую вёл Андрис Хендрик Потгитер, была атакована армией матабеле (северных ндебеле) численностью 5.000 человек. Они не смогли прорваться в круг из фургонов, в котором оборонялись буры, но угнали весь их скот. Мороко, вождь племени ролонг (принадлежащего к сото-тсвана), потерпевший ранее поражение от ндебеле и вынужденный поселиться в Таба Нчу, прислал Потгитеру свежий скот, чтобы буры могли добраться до Таба Нчу, где Мороко обещал им еду и покровительство. В январе 1837 года 107 буров, 60 ролонг и 40 «цветных» сформировали коммандо под руководством Потгитера и Герта Марица, которое атаковало Мосега, нанеся ндебеле тяжёлое поражение, в результате чего в 1838 году Мзиликази был вынужден бежать на север, за Лимпопо (на территорию современного Зимбабве). После бегства ндебеле Потгитер издал прокламацию, в которой объявил страну, покинутую Мзиликази, принадлежащей фермерам-переселенцам. При этом он отверг претензии на эти земли со стороны племён сото-тсвана, которые помогли ему победить Мзиликази. После этого многие бурские переселенцы стали пересекать Вааль и поселяться на территории Трансвааля, зачастую — рядом с африканскими деревнями, используя их жителей в качестве рабочей силы.
Первое постоянное поселение европейцев к северу от Вааля было основано последователями Потгитера. В марте 1838 года он отправился в Натал и попытался отомстить за резню, которую устроили зулусы Питеру Ретифу и его людям. Однако, позавидовав тому предпочтению, которое голландские поселенцы в Натале оказали другому лидеру, Мани Марицу, он пересёк Драконовы горы в противоположном направлении, и в ноябре 1838 года основал поселение на берегу реки Моол, которое назвал в свою честь Почефструм. Эта группа поселенцев сформировала примитивное правительство, и в 1840 году образовало конфедерацию с Республикой Наталь, а также с бурами, поселившимися к югу от Вааля, чьим административным центром был Винбург. В 1842 году группа Потгитера отказалась прийти на помощь бурам Республики Наталь, вовлечённым в конфликт с англичанами. До 1845 года Потгитер продолжал руководить бурами, проживавшими по обоим берегам реки Вааль, однако становившиеся всё более ясными намерения англичан и необходимость создания связи с внешним миром через независимый канал вынудили Потгитера со значительным числом буров из Почефструма и Винбурга в 1845 году мигрировать к побережью. Потгитер поселился в Зоутпансберге, а остальные фермеры решили разместиться на внутренних склонах Драконовых гор, где создали деревню под названием Андрис Охригстад, однако оказалось, что место для неё было выбрано нездоровым, и деревню пришлось покинуть. Новая деревня была расположена на более высоком месте, и в память о страданиях в покинутом поселении буры назвали её Лиденбург. Тем временем в районах, покинутых Потгитером и его товарищами, поселились другие буры, которые в 1848 году объединились под руководством Андриса Преториуса.
17 января 1852 года Великобритания подписала договор, в соответствии с которым признавалась независимость около 5.000 бурских семей (то есть около 40.000 лиц белой расы) в регионе к северу от реки Вааль — Трансваале; через два года была признана независимость Оранжевого Свободного государства. Однако при подписании этого соглашения от имени буров Преториус действовал на свой страх и риск, и партия Потгитера обвинила его в намерении узурпации власти. Однако собравшийся 16 марта 1852 года в Рюстенбурге фольксраад ратифицировал договор, а утром того же дня Преториус и Потгитер публично помирились.
В июле 1853 года скончался Андрис Преториус (Потгитер умер немного раньше, в марте), и его преемником был избран его сын — Мартинус Преториус. В 1856 году он созвал ряд народных собраний в различных округах Трансвааля, на которых решался вопрос о том, нужно ли создавать сильное центральное правительство вместо существовавших крошечных местных правительств. В результате была избрана народная ассамблея, которой поручили создать конституцию.

## Создание государства
В декабре 1856 года Трансваальская ассамблея собралась в Почефструме, посвятив три недели созданию конституции новой республики. В качестве названия страны было выбрано «Южно-Африканская республика»; законодательная власть отдавалась фольксрааду, члены которого избирались на два года; главой исполнительной власти являлся президент, назначавшийся исполнительным советом. Необходимым условием для членов Фольксраада и Исполнительного совета была принадлежность к Голландской реформатской церкви и европеоидной расе; ни церковь ни государство не предполагали никакого равенства для «цветных».
Буры из Зоутпансберга обвинили лиденбургцев в том, что те пытаются узурпировать власть над страной, опираясь лишь на то, что поселились там раньше. Чтобы добиться примирения, Почефструмская ассамблея назначила Стефануса Шёмана, командант-генерала округа Зоутпансберг, командант-генералом всей страны, однако Шёман отказался от этой должности, после чего как зоутпансбергцы, так и лиденбургцы с негодованием отвергли как Ассамблею, так и выработанную ею Конституцию. Однако назначенный почефструмской ассамблеей Исполнительный совет, выбравший президентом Преториуса, продемонстрировал жёсткое поведение: он сместил Шёмана со всех постов, объявил Зоутпансберг блокированным, а буров обоих северных округов — мятежниками.
Чтобы упрочнить своё положение, Преториус и его партия попытались образовать союз с Оранжевым свободным государством. Когда этого не удалось сделать мирным путём, Преториус и Крюгер, поставив себя во главе коммандо, пересекли Вааль, чтобы добиться объединения силой, но Оранжевое свободное государство вынудило их убраться. На территории Трансвааля, однако, объединительные тенденции продолжали набирать силу, и в 1860 году Зоутпансберг и Лиденбург всё-таки вошли в состав республики. Столицей страны стал новый город Претория, названный в честь старшего Преториуса.
Благодаря усилиям своих партизан, Преториус, оставаясь президентом ЮАР, был избран президентом Оранжевого свободного государства. После этого он на шесть месяцев отбыл в Блумфонтейн, надеясь, что обе республики удастся объединить мирным путём. Он не покидал Трансвааля, пока старая лиденбургская партия, возглавляемая Корнелисом Потгитером, не заявила, что этот союз был бы гораздо более выгодным для Оранжевого свободного государства, чем для жителей Лиденбурга, и не выступила с утверждением, что занятие одним человеком одновременно поста президента Южно-Африканской республики и президента Оранжевого свободного государства является незаконным. После шестимесячного отсутствия Преториус, на бурной встрече в фольксрааде, вероятно, устав от всей ситуации, отказался от президентства в Трансваале. От Гробелара, замещавшего Преториуса, потребовали, чтобы он продолжил исполнять обязанности президента.
Теперь действиями лиденбургской группировки возмутились сторонники Преториуса, и в октябре 1860 года в Почефструме состоялся массовый митинг, который постановил:
1. Фольксраад потерял их доверие,
2. Преториус должен остаться президентом Южно-Африканской республики, и его отпускают на год, чтобы он добился союза с Оранжевым свободным государством,
3. На время отсутствия Преториуса его обязанности президента должен выполнять Шёман,
4. До возвращения Преториуса к своим обязанностям должен быть избран новый Фольксраад.

В 1865 году пустая казна вынудила решиться на крайние меры, и фольксраад решил оплатить текущие обязательства и подготовиться к дальнейшим неприятным случайностям за счёт выпуска банкнот. В обращение были введены бумажные деньги, и это быстро привело к инфляции. Хотя по закону они и приравнивались к золоту для всех расчётов, однако в 1868 году за них давали лишь 30 % от номинала, а в 1870 — 25 %.
После открытия месторождений золота в Тати президент Преториус в 1868 году издал прокламацию, в соответствии с которой подвластная ему территория распростёрлась на запад и север так, чтобы захватить золотые месторождения и часть Бечуанленда. Та же самая прокламация расширила территорию Трансвааля на восток до бухты Делагоа. Это расширение на восток было продолжением предпринятых незадолго до этого Скотсманом усилий по развитию торговли вдоль рек, впадающих в бухту Делагоа, и являлось очередной попыткой буров получить морской порт. Однако прокламация Преториуса была опротестована британским комиссаром сэром Филипом Воудхаузом, а также генеральным консулом Португалии в Южной Африке. В 1869 году с Португалией был подписан договор о границах, в соответствии с которыми буры отказались от притязаний на бухту Делагоа; договор о западной границе был подписан в 1871 году.

## Англо-бурские войны
В 1877 году, воспользовавшись очередной войной Южно-Африканской республики с зулусами, Великобритания объявила о её аннексии. Однако в 1880 году буры восстали, и в результате первой англо-бурской войны Трансвааль вновь обрёл независимость. Согласно Преторийской конвенции 1881 года буры получили полное внутреннее самоуправление, но взамен признавали сюзеренитет Великобритании. В 1884 году была подписана Лондонская конвенция, в которой уже не было прямого указания на британский сюзеренитет, хотя Трансвааль обязался не заключать без утверждения английского правительства никаких соглашений с иностранными государствами.
В 1886 году в Витватерсранде были открыты большие залежи золота, и началась золотая лихорадка. В бурские республики хлынул поток английских переселенцев-ойтландеров, которые скупили в ЮАР более половины всех земель и завладели 80 % недвижимости. В руках англичан практически полностью оказалась горнодобывающая промышленность, причём большинство месторождений алмазов оказалось в собственности созданной в 1880 году Сесилом Родсом и Альфредом Бейтом компании «Де Бирс».
Используя изменившуюся ситуацию, британское правительство начало оказывать давление на бурские государства, требуя предоставления ойтландерам тех же прав, что и у коренного бурского населения. При финансовой поддержке компании «Де Бирс» английские переселенцы создали «Национальный союз» и «Южно-Африканскую лигу реформ», развернувшие активную пропагандистскую и политическую деятельность в республике. Английское правительство начало пропагандистскую кампанию против буров, готовя европейскую общественность к вооружённой аннексии южноафриканских республик.
В 1895 году Сесил Родс, который к тому моменту стал уже премьер-министром Капской колонии, в частном порядке профинансировал неудачную попытку поднять восстание ойтландеров. Узнав об этом, германский кайзер Вильгельм II хотел объявить над Трансваалем германский протекторат, однако ограничился поздравительной телеграммой президенту Крюгеру и запросил у правительства Португалии согласия на проход германского экспедиционного корпуса через Мозамбик, разделявший Южно-Африканскую республику и Германскую Восточную Африку. В Лондоне расценили эти заявления как готовность Германии открыто вмешаться в конфликт на юге Африки, что вызвало всплеск антигерманских выступлений в Великобритании.
Стремясь использовать европейские противоречия, президент Крюгер потребовал от британского правительства пересмотра Лондонской конвенции 1884 года как ограничивающей суверенитет Трансвааля; при этом, идя на уступки, он в 1897 году принял закон, ограничивавший выселение совершивших преступление ойтландеров из Трансвааля, тогда же были значительно снижены таможенные пошлины на ввозимые из британских владений товары.
31 мая 1899 года представители Великобритании и бурских республик собрались в столице Оранжевого свободного государства городе Блумфонтейне, чтобы попытаться найти выход из англо-бурского конфликта. Английская делегация, которую возглавлял А. Милнер, настаивала на предоставлении избирательных прав ойтландерам, прожившим в Трансваале не менее пяти лет. Президент Крюгер соглашался только на то, чтобы в выборах участвовали ойтландеры, прожившие в стране не менее семи лет, а не 14, как было предусмотрено законом 1893 года. 5 июня участники конференции разъехались, так ни о чём и не договорившись.
После неудачной конференции между Трансваалем и Великобританией продолжились неофициальные контакты. Буры выдвинули новые предложения: ойтландеры, переселившиеся в Южную Африку до 1890 года, получают избирательное право через два с половиной года; те, кто переселился после 1890 года, но прожил здесь не менее двух лет, получают его через пять лет; те, кто будет переселяться в бурские республики в будущем, будет получать избирательное право через семь с половиной лет проживания. После того как правительство Великобритании отвергло эти предложения, буры пошли на уступки: представители Трансвааля заявили о готовности немедленно предоставить избирательное право не только ойтландерам, прибывшим до 1890 года, а всем; прибывающие в будущем должны получать избирательное право через девять лет пребывания в стране. Англичане вновь отвергли проект буров.
Воспользовавшись неудачей переговоров, министр колоний Д. Чемберлен, выступая 28 июля 1899 года в британском парламенте, пригрозил бурам войной и призвал англичан
в случае необходимости поддержать своё правительство в осуществлении любых мер, которые оно сочтёт нужным предпринять для того, чтобы обеспечить справедливое отношение к британским подданным в Трансваале.
Не желая дальнейшего обострения отношений с Великобританией, президент Крюгер 19 августа 1899 года согласился предоставить избирательные права ойтландерам, прожившим в Трансваале более пяти лет, при условии отказа Великобритании от вмешательства во внутренние дела Южно-Африканской республики; одновременно было предложено передать все английские притязания на рассмотрение третейского суда. Однако британское правительство вновь отвергло предложения буров и потребовало немедленно разоружить армию Трансвааля, угрожая в противном случае применением вооружённой силы. Отказавшись признавать Трансвааль суверенным государством, англичане потребовали немедленного предоставления избирательных прав ойтландерам, предоставления им четверти всех мест в фольксрааде, и придания английскому языку статуса государственного. Одновременно Д. Чемберлен, уверенный в том, что буры ответят отказом, подготовил текст ультиматума, отклонение которого должно было стать поводом к войне.
Президент Крюгер в свою очередь потребовал от англичан немедленного прекращения практики вмешательства во внутренние дела Южно-Африканской республики, скорейшего отвода от её границ английских войск и удаления из Южной Африки дополнительных сил британской армии, уже прибывших к этому времени из метрополии. 10 октября 1899 года правительство Великобритании уведомило Крюгера, что отказывается даже в принципе обсуждать эти требования.
Загнанное в угол руководство бурских республик решило не дожидаться британского вторжения, а постараться опередить вероятного противника, нанеся ему превентивный удар. 9 октября 1899 года Крюгер направил британскому правительству ультиматум, требуя в течение 48 часов прекратить все военные приготовления на территории Наталя. В ультиматуме говорилось:
a) Все спорные пункты должны быть разрешены путём третейского суда или другим дружественным путём, который изберут оба правительства.
b) Войска с границы должны быть немедленно отозваны.
c) Все войска, которые прибыли в Южную Африку после июня 1899 года, должны быть постепенно выведены. Наше правительство даст со своей стороны обещание, что в течение известного периода времени, который будет определён по обоюдному соглашению, не произойдёт с нашей стороны на территории Британской империи никакого враждебного воздействия либо нападения. Вследствие этого наше правительство отзовёт вооружённых бюргеров от границы.
d) Войска её величества, находящиеся в настоящее время на судах, не высадятся ни в одном из портов Южной Африки.

Наше правительство вынуждено настаивать на немедленном утвердительном ответе на перечисленные пункты и убедительно просит правительство её величества ответить до 11 октября сего года, 5 часов пополудни.
Если в течение этого времени, против нашего ожидания, не последует удовлетворительного ответа, то правительство, к глубокому сожалению, будет принуждено счесть действия правительства её величества за формальное объявление войны. Таковым будет признано и всякое новое движение войск по направлению к нашим границам в течение указанного промежутка времени.
Ультиматум был сходу отвергнут Лондоном. Телеграмма министра колоний Великобритании Д. Чемберлена, одобренная премьер-министром Робертом Солсбери и направленная высшему комиссару сэру Альфреду Милнеру для передачи южноафриканским властям, гласила:
Правительство Её Величества с искренним сожалением получило известие об окончательных требования правительства Южно-Африканской Республики, изложенных в вашей телеграмме от 9 октября, № 3. В ответ вы имеете сообщить правительству Южно-Африканской Республики, что условия, поставленные им, таковы, что правительство Её Величества не считает возможным войти в их рассмотрение.
11 октября 1899 года началась вторая англо-бурская война. После нескольких месяцев начальных успехов буры были разгромлены, и после двухлетней партизанской войны буры подписали капитуляцию. Трансвааль стал частью Британской империи.

## Экономика
До Первой англо-бурской войны внешняя торговля страны была сосредоточена в руках иностранных торговых компаний. Импорт ограничивался оружием, боеприпасами, кофе, сахаром, одеждой, медикаментами и скобяными изделиями. Экспорт состоял из крупного рогатого скота, слоновой кости, шкур, кожи, персиков, бренди, табака, масла, сухофруктов, шерсти и страусиных перьев. Поскольку Южно-Африканская республика не имела выхода к морю, торговля осуществлялась через британские порты Дурбан и Порт-Элизабет и португальский порт Лоренсу-Маркиш. Высокие налоги и большие расстояния приводили к высоким экспортным ценам. Наличных денег было мало, а предметы первой необходимости иногда были в три-четыре раза дороже, чем в Европе.
Открытие золота в Йоханнесбурге в 1886 году и завершение строительства Восточной железнодорожной линии до Лоренсу-Маркеса в 1895 году стали поворотными моментами для экономики Трансвааля, которая перешла к системе концессий. Государственные доходы в 1886 году составлявшие 200 тысяч фунтов стерлингов, к 1896 году выросли до 3,9 миллиона фунтов.
В 1892 году президент Крюгер принял решение построить в Претории монетный двор, на котором с 1893 по 1902 год чеканились золотые, серебряные и бронзовые монеты.